# Le Corsaire (cacciatorpediniere)
Il Le Corsaire è stato un cacciatorpediniere della Marine nationale, appartenente alla classe Le Hardi.

## Storia
Fu completato nel 1940 e, il 1º aprile 1941, fu ridenominato Le Siroco dal governo di Vichy. 
Il 27 novembre 1942, in seguito all'occupazione tedesca dei territori della Francia di Vichy, si autoaffondò a Tolone insieme al resto della flotta francese per evitare la cattura: nell'autoaffondamento la nave riportò danni gravissimi, restando con la poppa sommersa e la prua emergente ed “impennata”. 
Fu tuttavia giudicata riparabile e fu quindi riportato a galla agli inizi del 1943. Incorporato nella Regia Marina come FR 32, il cacciatorpediniere fu rimorchiato a Genova dove fu sottoposto a lavori di ricostruzione, durante i quali fu peraltro dotato di armamento antisommergibile (2 lanciabombe e 2 scaricabombe di profondità). 
Tuttavia i lavori andarono piuttosto a rilento, anche a causa della gravità dei danni da riparare, e l’FR 32 non entrò di fatto mai in servizio effettivo: il 9 settembre 1943, infatti, in seguito alla proclamazione dell'armistizio, la nave fu catturata a Genova dalle truppe tedesche.
Il 28 ottobre 1943 (o 1944) i tedeschi affondarono l’FR 32 per ostruire il porto di Genova.